# 弱雞地獄訓練營
《弱雞地獄訓練營》（韓語：으라차차 멸치캠프）為Disney+於2025年8月22日起上線的原創韓國綜藝節目，由DinDin、崔丹尼爾、強納森·伊翁比、O3ohn主持。集結多位「運動苦手」韓星挑戰體能關卡，沒有技巧、沒有爆發力，僅靠毅力與不服輸的意志力，挑戰一連串爆笑、超出極限的體能任務。